# 成本效果分析
成本效果分析（英語：Cost-effectiveness analysis, CEA）是一种经济分析方法，用于比较不同行动方案的相对成本和效果（成果）。成本效果分析不同于成本效益分析，后者通过将效果量化为货币价值来进行比较。成本效果分析常用于卫生服务领域，因为在该领域，将健康效果货币化可能是不合适的。通常，成本效果分析以比率的形式表示，其中分母是健康改善带来的增益（例如寿命年、避免早产、获得的视力年等），分子则是与健康增益相关的成本。最常用的效果衡量指标是质量调整寿命年。
成本效用分析与成本效果分析相似。成本效果分析通常以四象限图的形式呈现，其中一个坐标轴代表成本，另一个坐标轴代表效果。成本效果分析专注于最大化结果的平均水平，而分配成本效果分析则扩展了成本效果分析的核心方法，纳入了对结果分配的关注，并在效率与公平之间做出权衡，这些更复杂的方法在分析解决健康不平等的干预措施时尤其重要。

## 应用
成本效果分析的概念被广泛应用于多种组织活动的规划和管理中，并在生活的许多方面得到应用。

### 军事采购
在军事采购中，以坦克为例，竞争设计不仅会根据购买价格进行比较，还会考虑其作战半径、最高速度、射速、装甲防护以及炮管口径和穿透力等因素。如果一款坦克在这些领域的表现与竞争者相等或略有逊色，但价格远低于竞争者且生产更为简便，军事规划者可能会选择它作为更具成本效益的方案。
相反，如果价格差异几乎为零，但更昂贵的竞争者能够通过特殊弹药、雷达火控和激光测距等装备在极远距离上准确摧毁敌方坦克，军事规划者可能会选择这款坦克，依然基于相同的成本效益原则。

### 药物经济学
在药物经济学中，治疗或预防干预的成本效益是干预成本与其效果的相关度量的比值。成本指的是实施干预所消耗的资源，通常用货币单位（如美元或英镑）表示。效果的衡量依据所考虑的干预措施而有所不同，示例包括治愈人数、舒张压的降低幅度（mm Hg）以及患者的无症状天数等。选择适当的效果衡量指标应基于临床判断，结合所考虑的干预措施的背景。
成本效果分析的一个特例是成本效用分析，其中效果以完全健康年数为单位来衡量，通常使用质量调整寿命年（QALY）或失能調整生命年。成本效益通常以增量成本效益比（ICER）来表示，即成本变化与效果变化的比值。有关成本效用分析的完整数据可从成本效果分析登记网站获取。
1995年一项对500多项救生干预措施的成本效益研究发现，救生干预的中位成本效益为每节省1个生命年42,000美元。2006年的一项系统评价发现，行业资助的研究通常得出每QALY低于20,000美元的成本效益比，而低质量的研究以及非美国和欧盟地区的研究则不太可能低于这一阈值。尽管该文得出的两个结论可能表明行业资助的ICER衡量值方法学质量低于非行业资助来源的研究，但也有可能由于回顾性研究或其他非公开工作的性质，存在发表偏倚，而非方法学偏倚。组织可能会有动力不开发或发表未能证明其产品价值的分析。此外，同行评审期刊文章应具有强有力且可辩护的方法学，这是同行评审过程的期望。

### 能源效率投资
成本效果分析已被应用于建筑物的能源效率投资，用以计算每千瓦时（$/kWh）节省的能源价值。在此类计算中，能源被视为虚拟的，即并未实际消耗，而是由于某项能源效率投资而节省。此类节省有时被称为“负瓦特”（negawatts）。成本效果分析在能源系统中的一个优势是，它避免了为了计算而猜测未来能源价格，从而消除了评估能源效率投资时的主要不确定性来源。